# Cadmiage
Le cadmiage correspond à un placage de métal cadmium sur un acier ou une surface de métal oxydable. Cette opération peut être considérée de manière générique comme un traitement de surface.

## Le cadmiage électrochimique
Il s’agit d’une technique de galvanoplastie qui consiste à déposer une couche de cadmium par électrolyse. Le cadmium ne subit pas d'oxydation au contact de l'air et se comporte très bien en milieu marin. Ce traitement est utilisé en particulier en aéronautique.